# 六合镇 (阿荣旗)
六合镇，是中华人民共和国内蒙古自治区呼伦贝尔市阿荣旗下辖的一个乡镇级行政单位。

## 行政区划
六合镇下辖以下地区：
胜利社区、曙光村、保国村、兴旺村、德发村、东山屯村、建国村、振丰村、珍珠村、长安村、永胜村、永乐村、新胜村、红旗村、中心村、八卦山村和小泉子村。